# Каролидис, Павлос
Павлос Каролидис или Каролидес (греч. Παύλος Καρολίδης, 1849 — 26 июля 1930) был одним из самых выдающихся греческих историков конца 19-го — начала 20-го веков.

## Биография
Каролидис родился в 1849 году в греческом селе Андроники (турецкий: Endürlük, сегодня пригород города Кайсери) Каппадокия. Его отец Константинос Каролидис, или Карлоглу, был богатым землевладельцем и торговцем пшеницей
Как и для большинства каппадокийских греков (см. Караманлиды), родным языком Каролидиса был турецкий, но он получил образование в греческих школах, включая два ведущих учреждения на греческом языке в Османской империи, «Великую школу нации» в Константинополе и «Евангелическую школу Смирны». В 1867 году он поступил на факультет философии в Афинский университет , и в 1870 году, получив стипендию, он отправился в Германию продолжить учёбу. Он учился в университетах Мюнхена, Страсбурга и Тюбингена и получил титул доктора в 1872 году
По возвращении из Германии он первоначально преподавал в греческих вузах в Перан и Халкидоне. В 1876 году он отправился в Смирну, чтобы преподавать в Евангелической школе. Здесь он пробыл до 1886 года, когда он переехал на постоянное жительство в Афины в Греческое королевство. После преподавания в школе, в течение нескольких месяцев, он был избран доцентом Общей истории в университете Афин. В 1893 году, ему удалось заменить старейшего греческого историка К.Папарригопулоса, на кафедре Греческой истории
Первоначально Каролидис преследовал цель получить новую кафедру Востоковедения, где у него была лучшая квалификация, но его соперничество с Ламброс, Спиридоном сказалось отрицательно на осуществлении этой цели.
Поскольку он ещё был османским поданным, в 1908 году Каролидис был избран на османских всеобщих выборах в османский парламент. Его независимое мышление во время его пребывания на этом посту, в особенности в отношении его горячих анти-славянских чувств и надежд на греко-турецкое сближение, отчуждали его от греческих властей и тех греков из османских поданных, которые следовали политике Греческого королевства
Каролидис первоначально думал вернуться в Афины и возобновить свою работу на университетском посту, но был выдвинут кандидатом от партии Единение и прогресс , (Младотурки). Это было расценено как равносильное измене националистической греческой прессой, и распространились слухи что он перешёл в Ислам. Каролидис был избран в парламент как депутат от Айдына (1908-12) и оставался в Константинополе до сентября 1912 года.
Его инициативы в этот период и его политическая линия, которой он следовал, вызвали резкую реакцию в Греции, поскольку Каролидис верил что Великую идею следует и возможно осуществить не войной, а посредством мирного вовлечения греков в турецкую политическую и общественную жизнь и становления их господствующим фактором в Османской империи.
Поскольку война между Османской империей и Балканским союзом, к которому Греция присоединилась в мае 1912 года, становилась неизбежной, он уехал в Германию. Он вернулся в Грецию к концу Первой Балканской войны в мае 1913 года
Каролидис возобновил преподавание в университете Афин только в сентябре 1915 года. Убеждённый роялист, он поддерживал короля Константина во время Национального раскола, факт который стоил ему университетского поста после победы Венизелоса, и отречения короля в июне 1917 года. Он был восстановлен на своём посту в начале 1921 года, после поражения Венизелоса на выборах 1920 года и сохранял свой пост до 1923 года, когда он был отправлен на пенсию. Его политические взгляды резко изменились в этот период, после Малоазийской катастрофы и навязанного Греции кемалистами насильственного обмена населением которое затронуло и остававшуюся вне греко-турецкой войны Каппадокию. Каролидис стал яростно критиковать Греческую монархию как ответственную за этот исход. Каролидис умер в Афинах 26 июля 1930 года

## Работы
Первоначальные исследования Каролидиса, в 1870-е и 1880-е годы, были сфокусированы на его родную Каппадокию, с публикацией Каппадокика, историческая и археологическая диссертация о Каппадокии в 1874 году и его работы о городе Комана и греческом каппадокийском диалекте (Каппадокийский греческий язык), опубликованных соответственно в 1882 и 1885 годах
В целом, в своих работах Каролидис уделяет бо́льшее внимание политико-географическим событиям, переселениям народов, войнам и междоусобным столкновениям, нежели культурной эволюции.
Хотя Каролидис был известным востоковедом, после своего назначения в Афинский университет Каролидис в значительной мере пренебрёг этой научной областью и вместо этого обратился к греческой и всеобщей истории, в соответствии с кафедрой которую он занимал. Он опубликовал 18 книг и 38 статей в период 1893—1908, включая трёх-томную Историю 19-го века, (плюс Вступление), которая сконцентрирована на Греции, и его незавершённую Универсальная или Всемирная история, из которой только 4 тома, из запланированных 10, были завершены. Последняя работа имеет особое значение поскольку это была одна из редких работ по методологии истории написанных на греческом до этого. Он также известен как редактор пересмотренного и исправленного издания Истории Греческой нации Папарригопулоса, изданной в 1902—1903 годах.
Период после Балканских войн был не очень продуктивным для Каролидиса, но после 1922 года он написал несколько из своих наиболее известных работ, касающихся пост-Византийского периода греческой истории и современной Греции: семи-томную Современную историю (1922—1929) и История Греции (1925). Восьмой том Современной истории был издан в 1932 году, и был включён в шестое издание Истории греческой нации Папарригопулоса

## Некоторые из его работ
- Каппадокия (греч Καππαδοκία (1874))
- Сравнительный эллинокаппадокийский глоссарий (греч Γλωσσάριον συγκριτικό ελληνοκαππαδοκικών, 1885)
- История 19-го века, 3 тома (греч.Ιστορία του ΙΘ΄αιώνος, (1814-92, 1892), 3 τόμοι)
- Фактическое состояние дел на Святой горе Афон (греч Η ενεστώσα κατάστασις εν τω Αγίω Όρει, 1896)
- Справочник по византийской истории (греч Εγχειρίδιον Βυζαντινής Ιστορίας, 1906)
- Всемирная история, 4 тома (греч Παγκόσμιος Ιστορία (4 τ.), 1926).